# Campbell River (Volk)

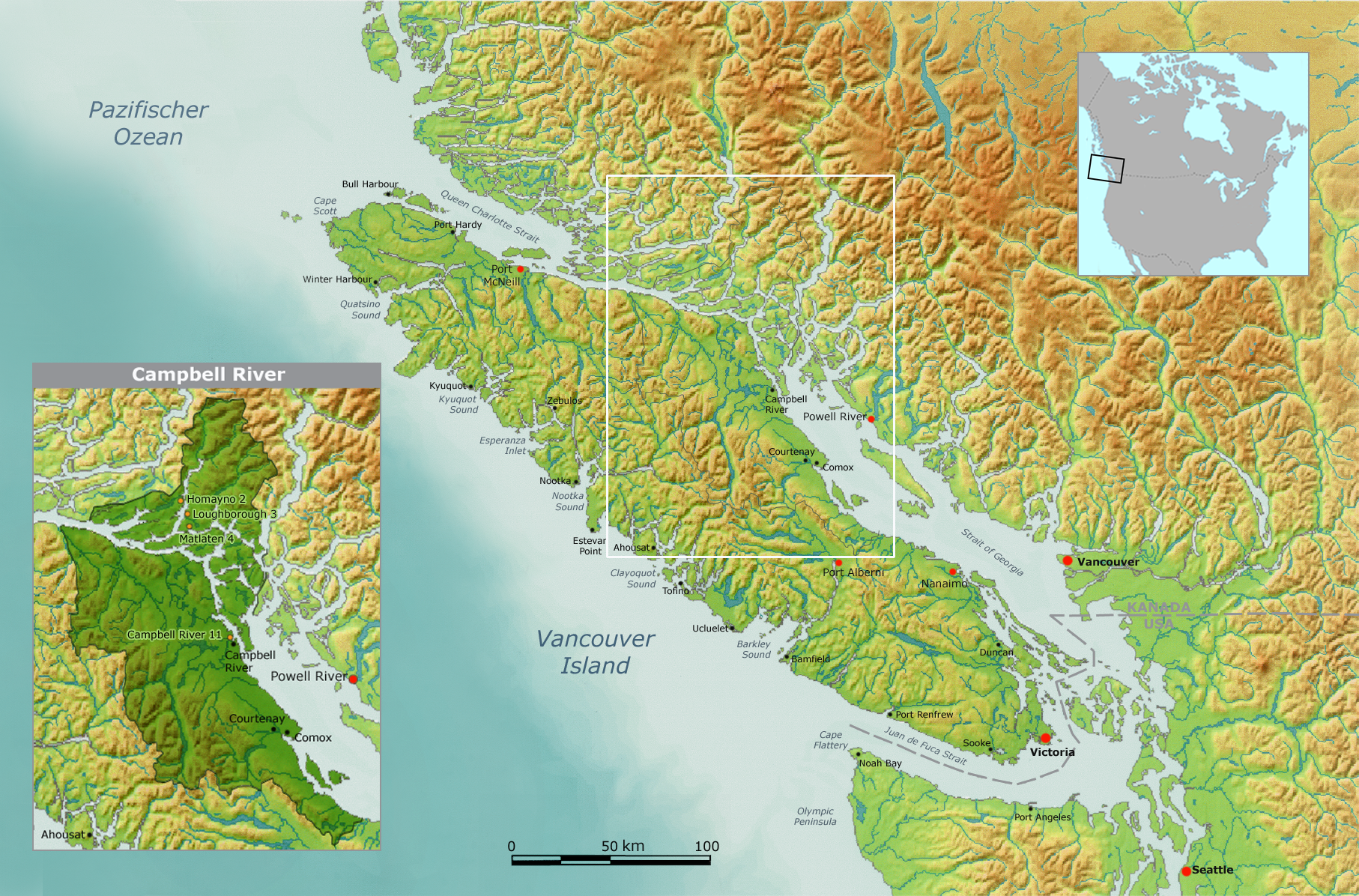
Traditionelles Territorium und heutige Reservate (orange)

Die Campbell River, so der offizielle Name der kanadischen First Nation, oder We Wai Kum, gehören zur Stammesgruppe der Kwakwaka'wakw. Sie leben überwiegend an der Mündung des Campbell River und an der Discovery Passage im Norden von Vancouver Island. Dazu kommen drei kleinere Reservate am Loughborough Inlet und am Cordero Channel. Um den Ort Campbell River leben außerdem die Homalco und die Cape Mudge First Nation.

## Geschichte

### Europäische Kontakte
Als 1792 Kapitän George Vancouver als erster Europäer das heutige Campbell River erreichte, traf er einen Indianerstamm von ungefähr 350 Menschen an, die einen Salish-Dialekt sprachen.
Als die HMS Plumper unter Kapitän George Henry Richards im Jahr 1859 auf einer Kartographiereise Campbell River erfasste, stand sie hingegen einem Kwakwaka'wakw-Kriegstrupp gegenüber, der die Gegend mit europäischen Gewehren unter seine Herrschaft gebracht hatte.

### Heutige Situation
Heute leben die Campbell River in vier Reservaten. Das größte – hier leben die meisten Mitglieder des Stammes – ist Campbell River 11 mit 111,5 ha. Matlaten 4 folgt mit 39 ha. Es liegt am Cordero-Kanal gegenüber von Greene Point. Schließlich kommen noch Homayno 2 und Loughborough 3 hinzu, die 15,4 und 8,5 ha umfassen. Im Oktober 2014 galten 788 Menschen als Angehörige der Campbell River, davon lebten 354 im Reservat, 34 in anderen Reservaten und 400 außerhalb der Reservate.
Der Stamm ist im Kwakiutl District Council vertreten, der zehn First Nations umfasst. Zum Council zählen außer den Campbell River die Comox, die Cape Mudge, die Da'naxda'xw First Nation, die Gwa'Sala-Nakwaxda'xw, die Kwakiutl First Nation, die Kwiakah, die Mamalilikulla-Qwe'Qwa'Sot'Em, die Quatsino und die Tlatlasikwala.
Seit 1992 unterhält der Stamm mit staatlichen Mitteln eine Vorschule, die Gengenlilas Preschool, die es den Eltern ermöglicht, in der boomenden Industrie zu arbeiten, zugleich aber den Kindern die eigene Kultur nahezubringen.
Am 11. Dezember 2003 sagte die Regierung dem Stamm zu, zum Ausbau eines Kreuzfahrthafens im Discovery Harbour am Campbell River einen Zuschuss von 4,23 Millionen CAD zu gewähren, wovon Indian and Northern Affairs Canada 2,73 und Western Economic Diversification Canada 1,5 Millionen beisteuern sollten. Der Stamm selbst und der District Campbell River sollten 1,07 Millionen beitragen. Dieser Ausbau basiert auf einer 1999 gestarteten, gemeinsamen Initiative der Campbell River Indian Band, des District of Campbell River und der Tourism North Central Island. Diese wiederum war nur möglich, weil der Stamm 1981 in Kompensation für ein Stück seines Reservats, das zum Ausbau eines Highways gebraucht wurde, ein entsprechendes Ausgleichsgrundsstück erhalten hatte. Außerdem wurde ein weiteres Grundstück gepachtet. Damit halten die Campbell River rund 50 % eines Projekts, das auf rund 100 Millionen CAD taxiert wird.
Seit 2005 streiten sich die Stadt Campbell River, einige weitere Organisationen und die Campbell River First Nation mit Walmart um ein Gelände, für das der Stamm Vorkaufsrechte besitzt.
Ansonsten versucht der Stamm auch am Tourismus zu verdienen und betreibt beispielsweise einen Campingplatz. Gleichzeitig versucht die First Nation Land zu kaufen, wie die Dryland Sort Lands, 14,4 ha Flussufer am alten Island Highway. Sie wehren sich zudem gegen die Politik der konservativen Regierung, die die indianischen Vorrechte bei der Fischerei nicht anerkennen will, mit dem Hinweis, sie sei "rassisch" begründet. Sie ist jedoch Inhalt der wenigen Verträge auf Vancouver Island und vom obersten Gerichtshof akzeptiert, wie Häuptling Dan Smith betonte.
2007 startete die Universität Victoria zusammen mit der We Wai kum - Campbell River First Nation, der Cape Mudge First Nation, der Homalco First Nation, der Klahoose First Nations, dem Schuldistrikt Nr. 72 Campbell River und dem North Island College eine Sprachinitiative zur Wiederbelebung der Sprache und zur Zertifizierung von Sprachlehrern.